# Ballade (sang)
En ballade eller en balladesang er en sang indeholdende en fortælling, der ofte kronologisk er sat på vers. 
Begrebet stammer fra middelalderens franske chanson balladée eller en fransk ballade, som oprindeligt var "dansesange". Ballader var særligt karakteristiske for deres folkelige poesi og melodier i Storbritannien og Irland fra senmiddelalderen indtil det 19. århundrede. De blev efterhånden udbredt i hele Europa og senere i Australien, Nordafrika, Nordamerika og Sydamerika.
Balladen adskiller sig fra andre fortællingsformer ved at fortælle en historie, der refererer til en enkelt begivenhed, og understreger først og fremmest handlingen (plottet) og miljøet i dén situation, som historien finder sted og udvikler sig i. Historien gengives ofte i en upersonlig form, nogle gange gennem en dialog, og indeholder ingen kommentarer til handlingen. Balladen afsluttes nogle gange med en morale og synges ofte til arkaiske melodier.

## Oprindelse og forskellighed
I mange lande kan de tidligste kilder til balladens oprindelse spores tilbage til manuskripter fra senmiddelalderen, men det var først i det 18. århundrede, at den systematiske tekstindsamling fra mundtlige kilder begyndte, og kilderne til musikken endnu senere.
I forbindelse med de mangeartede europæiske balladetraditioner, skelnes der mellem forskellige kategorier inden for funktion og indhold, som igen repræsenterer forskellige stadier af historisk udvikling, f.eks. gennem henvisninger til den førkristne mytiske verden, heroiske og historiske ballader inspireret af legender, religiøse ballader, sange baseret på gåder og sat i dyreverdenen, hvilket tyder på, at denne tradition kan være meget ældre end den sene middelalder.
Ifølge den tyske forsker Erich Seemanns geografiske, etniske og sproglige grupperinger, varierer de kategorier, som folkeviser er grupperet i, betydeligt i større geografiske områder, som eksempelvis Skandinavien, hvor de danske og færøske skiller sig ud med en forholdsvis omfattende arv af danseballader. På samme måde med den engelsk-skotske tradition (også gældende for lande som Irland, USA og Canada), som omfatter ballader, der har stærke ligheder med den skandinaviske tradition, inklusiv den nordengelske variant, bl.a. med balladerne om Robin Hood og om grænsekrigene.
I tysktalende områder, herunder Østrig samt dele af Schweiz, i Frankrig og Benelux og som også omfatter flamske og hollandske traditioner, findes mange typer ballader, der er fraværende i romanske sprogområder som Italien, Catalonien, Spanien og Portugal. De franske balladetraditioner er dog til stede i de tidligere kolonier Québec og i Vestafrika, hvor traditionen har blandet sig med de britiske og skandinaviske. Balkan-området omfatter ballader inden for serbisk, kroatisk, slovensk, bulgarsk og makedonsk tradition, med indflydelse på albanske og rumænske ballader, hvor improvisationskunsten bevares. I periferien af denne tradition er den græske med en selvstændig udvikling og den ungarske tradition, hvis ballader hovedsageligt bevares i Transsylvanien (på tysk "Siebenbürgen").
Endelig området for de slaviske sprog, med de tjekkiske, slovakiske, polske, ukrainske traditioner og det omfattende russiske repertoire, hvor et betydeligt antal fortællende sange overlever gennem folkevisearten bylina, med egne stilarter og temaer.

## Kendetegn
Selvom der ikke formelt angives krav til balladers definitioner, indeholder de som oftest følgende karakteristika:
- Simpelt sprog. Nogle ballader, især ældre traditionelle ballader, blev komponeret til et publikum af ikke-specialiserede tilhørere eller (senere) læsere. De indeholder derfor et sprog, som kan forstås uden en særlig forudgående viden. Når digtere senere i historien vælger at skrive ballader, uanset hvilket publikum der måtte være deres målgruppe, benytter de fortsat et simpelt sprog. Ballader skrives til tider specifikt, som en modreaktion mod det sangskriverne ser som alt for intellektuelt eller uklart.

- Historier. Ballader har tendens til at være digte, der fortæller historier, i modsætning til lyriske digte, der understreger kunstnerens følelser.

- Balladestrofer. Den traditionelle balladestrofe består af fire linjer, rimet "abcb" (eller undertiden "abab" – hvor essensen er at anden og fjerde linje rimer). Den første og tredje linje har fire tryk, mens den anden og fjerde har tre.

- Gentagelser. En ballade har ofte et omkvæd, et gentaget afsnit, der udtrykker en del af fortællingen. Mange ballader anvender desuden trinvis gentagelse, hvor en sætning gentages med små ændringer, efterhånden som historien skrider frem.

- Dialog. Som i andre fortællinger, indeholder ballader ofte flere personer eller karakterer i historierne. De skriftlige transskriptioner af oprindeligt mundtlige ballader, giver begrænset eller ingen indikation af, at stemmeføringen har ændret sig, mens senere digtede ballader i højere grad tilføjes denne dimension gennem skriftlige virkemidler.

- Objektiv fortælling i tredjeperson. Balladeformidlere fortæller/synger normalt ikke historien i førsteperson (medmindre de taler som en karakter i fortællingen), og de kommenterer ofte ikke deres reaktioner på balladens følelsesmæssige indhold.